# Газебо
Газебо (Gazebo) (справжнє ім'я Пол Мадзоліні // італ. Paul Mazzolini) (нар. 18 лютого 1960, Бейрут, Ліван) — італійський музикант напрямку італо-диско, який був частиною загальнішого європейського явища — євродиско.

## Життєпис
Газебо народився в сім'ї італійського дипломата, який був одружений з американською співачкою. Батько, Франческо, який був старомодним дипломатом, володів вісьмома іноземними мовами і навчив сина розмовляти п'ятьма іноземними мовами. Мати Соня була співачкою та передала синові свою любов до музики та свій талант.
Він багато подорожував зі своїми батьками по світу, вбираючи в себе різноманітні культури.
Згідно з легедою, Газебо навчився грати на гітарі в дуже юному віці, і в 10 років справив неабияке враження на свою німецьку однокласницю.
Грі на класичній гітарі Газебо навчався в Парижі протягом двох років.
Отримавши виховання у космополітичній сім'ї, Газебо розпочав свою музичну кар'єру, граючи в різноманітних джаз, рок та панк-рок гуртах. На початку 80-х років.
У 1981 році Газебо повернувся до Риму, де він познайомився з діджеєм Пауло Мічьйоні (італ. Paul Micioni), який згодився бути його продюсером.
В 1982 році Газебо випустив свою першу композицію «Шедевр» («Masterpiece»), яка стала хітом. Пісню було створено в співдружності з другом П'єр Луїджі Джомбіні. Через деякий час він додав 12 версій цієї пісні. Пісня швидко опанувала європейський та азітський медіаринки.
У 1983 році Газебо підписав контракт зі звукозаписуючою компанією Baby Records, під лейблом якої був випущений перший альбом «Gazebo».
Найбільшого успіху з цього альбому набула пісня «Мені подобається Шопен» («I Like Chopin»). До речі, існує хибна точка зору, що Газебо використав у цій пісні мотив одного з творів Фридерика Шопена. Пісня була вперше виконана в 1983 році.
Наступний альбом «Lunatic» з однойменною піснею-хітом потрапив до чарту Top-20 у Європі.
Прагнучи до незалежності, Газебо заснував у середині 80-х рр. свою власну звукозаписувальну компанію — Lunatic S.r.l. В 1990 році з'явилася його нова компанія — Cresus Enterprises S.n.C. В 1997 році обидві компанії об'єдналися в одну — Softworks.
У 2006 році Газебо випустив сингл «Сльози за Галілея» («Tears for Galileo»), який зайняв перше місце в чарті Eurodance.
Нещодавно Газебо випустив новий сингл «Дами!» («Ladies!»), що входить до його нового альбому «Синдром» («The Syndrone»).

## Дискографія
- Gazebo (Baby Records, 1983)
- Telephone Mama (Baby Records, 1984)
- Univision (Carosello, 1986)
- The Rainbow Tales (Carosello, 1988)
- Sweet Life (Carosello, 1989)
- Scenes From The Broadcast (Lunatic, 1991)
- Portrait (Giungla-BMG Italy, 1994)
- Viewpoint (Softworks, 1997)
- Portrait & Viewpoint (Softworks, 2000)
- Tears For Galileo (CD Single Softworks, 2006)
- Ladies ! (iTunes Softworks, 2007)